# استیون وینسنت بنت
استیون وینسنت بنت (به انگلیسی: Stephen Vincent Benét) (زاده ۲۲ ژوئیه ۱۸۹۸ – درگذشته ۱۳ مارس ۱۹۴۳) شاعر، رمان‌نویس و نویسنده داستان‌های کوتاه آمریکایی و برنده جایزه ادبی پولیتزر برای شعر در سال‌های ۱۹۲۹ و ۱۹۴۴ بود. ویلیام رز بنت برادر وی است.

## زندگی‌نامه
بنت در ۲۲ ژوئیه سال ۱۸۹۸ در شهر بتهلم از توابع پنسیلوانیا در یک خانواده نظامی به دنیا آمد. ده ساله بود که خانواده‌اش او را به دانشکده نظامی هیچکاک فرستادند. پس از آن برای ادامه تحصیل به دانشگاه ییل رفت و پس از مدتی با موفقیت از آنجا فارغ‌التحصیل شد، اما این تحصیلات او را قانع نکرد و برای کسب دانش بیشتر به دانشگاه سوربن فرانسه رفت و در همان‌جا بود که همسر آینده خود روزمری کار را ملاقات نمود و با تشویق او شروع به نگارش داستان و سرودن شعر کرد.

کتاب «جسد جان براون» اولین کتاب شعر او بود که در سال ۱۹۲۹ منتشر و جایزه ادبی پولیتزر را از آن خود کرد و مجدداً همین جایزه را در سال ۱۹۴۴ به‌خاطر نگارش کتاب حماسی خود «ستاره غربی» به دست آورد. بنت آثار زیادی در نظم و نثر دارد که می‌توان کتاب «احضار به سوی آزادی» و «آغاز خرد» را در این زمینه نام برد.

اکثر آثار او در دوران جنگ سروده یا نوشته شده که در آن مردم را به میهن پرستی و پاره کردن زنجیر استبداد و زورگویی دعوت کرده‌است.
وی در نگارش داستان‌های کوتاه نیز شهرت و محبوبیت زیادی به دست آورد به طوری که بعضی از داستان‌هایش به صورت اپرا هم اجرا شد. داستان «سلطان گربه‌ها» (۱۹۳۷) “The King of Cats” به عقیدهٔ دوست‌داران و خوانندگان آثارش یکی از شیواترین و عمیق‌ترین آثارش محسوب می‌شود.
استیون وینسنت بنت در ۱۳ مارس سال ۱۹۴۳ در شهر نیویورک در سن ۴۴ سالگی به سبب سکته قلبی درگذشت.
زندگی با مرگ از میان نمی‌رود؛ — زندگی دقیقه به دقیقه، روز به روز، با هزاران، طریق غفلت و بی‌توجهی از بین می‌رود

## آثار

### رمان‌ها
- ۱۹۱۵ - پنج مرد و پمپئی
- ۱۹۲۱ - آغاز خرد
- ۱۹۲۲ - Young People's Pride
- ۱۹۲۳ - The Ballad of William Sycamore
- ۱۹۲۳ - Jean Huguenot
- ۱۹۲۶ - Spanish Bayonet
- ۱۹۲۸ - جسد جاون براون (شعر بلند داستانی دربارهٔ جنگ داخلی آمریکا)
- ۱۹۲۹ - The Barefoot Saint
- ۱۹۳۰ - The Litter of Rose Leaves
- ۱۹۳۴ - James Shore's Daughter
- ۱۹۳۷ - شیطان و دانیل وبستر (داستان کوتاه)
- ۱۹۳۸ - Johnny Pye and the Fool Killer
- ۱۹۳۹ - The Ballad of the Duke's Mercy
- ۱۹۴۲ - A Child is Born, (broadcast)

### مجموعه‌ها
- ۱۹۱۸ - ماجرای جوانی (اشعار، متن کامل)
  - ۱۹۱۷ - The Drug-Shop, or, Endymion in Edmonstoun (جایزه شعر دانشگاه ییل)
- ۱۹۲۰ - آسمان‌ها و زمین
- ۱۹۲۳ - King David
- ۱۹۲۵ - Tiger Joy (اشعار)
- ۱۹۳۱ - Ballads and Poems, ۱۹۱۵–۱۹۳۰ (اشعار)
- ۱۹۳۳ - A Book of Americans (همراه با همسرش رزمری کار بنت)
- ۱۹۳۶ - The Magic of Poetry and the Poet's Art
- ۱۹۳۶ - The Burning City (includes 'Litany for Dictatorships')
- ۱۹۳۷ - ساعت سیزده
- سلطان گربه‌ها
- ۱۹۳۹ - داستان‌های پیش از نیمه‌شب
- ۱۹۴۳ - Twenty Five Short Stories (چاپ پس از مرگ وی)
- ۱۹۴۳ - ستاره غربی (چاپ پس از مرگ وی، ناتمام)
- ۱۹۴۴ - آمریکا (چاپ پس از مرگ وی)
- ۱۹۴۵ - We Stand United (چاپ پس از مرگ وی، radio scripts)
- ۱۹۴۶ - The Last Circle (چاپ پس از مرگ وی، اشعار)

### داستان‌های کوتاه
- ۱۹۳۷ - By the Waters of Babylon
- ۱۹۴۱ - Freedom's Hard-Bought Thing, (broadcast)
- ۱۹۴۶ - The Bishop's Beggar (چاپ پس از مرگ وی)

### نمایش‌نامه‌ها
- ۱۹۴۲ - آن‌ها کتاب‌ها را سوزاندند

### سایر آثار
- ۱۹۲۴ - اعصاب (همراه با جان فرر)
- ۱۹۲۴ - That Awful Mrs. Eaton (همراه با جان فرر)
- ۱۹۲۵ - The Mountain Whippoorwill: How Hill-Billy Jim Won the Great Fiddler's Prize (متن کامل)
- ۱۹۳۰ - آبراهام لینکلن (فیلمنامه به همراه Gerrit Lloyd)
- ۱۹۳۷ - The Headless Horseman
- زنان سابین
- ۱۹۴۰ - کابوس در ظهر
- ۱۹۴۰–۴۱ - Elementals, (broadcast)
- ۱۹۴۱ - Listen to the People
- ۱۹۴۱ - A Summons to the Free
- ۱۹۴۱ - Cheers for Miss Bishop, (فیلمنامه به همراه Adelaide Heilbron, Sheridan Gibney)
- ۱۹۴۲ - Selected Works (دو جلد)
- ۱۹۴۲ - داستان‌های کوتاه
- ۱۹۴۲ - کابوس در ظهر، (in The Treasury Star Parade, ed. by William A. Bacher)

### سایر آثار چاپ شده پس از مرگ وی
- ۱۹۴۴ - O'Halloran's Luck and Other Short Stories
- ۱۹۴۷ - Selected Stories
- ۱۹۵۸ - From the Earth to the Moon